# 이놀레이트

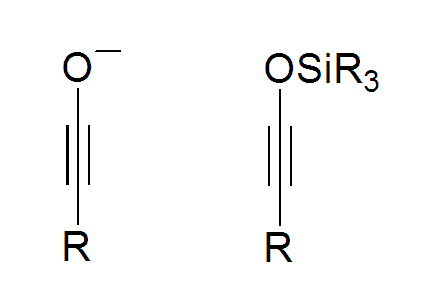
이놀레이트의 분자 구조

이놀레이트(ynolate)는 알카인 작용기에 음전하한 산소원자가 치환한 화합물이다. 이놀레이트는 1975년에 Schöllkopf와 Hoppe가 3,4-디페닐ISO옥사졸과 n-부틸리튬을 이용하여 처음 합성하였다.
합성 면에서 이놀레이트는 케텐 선구체나 신톤 역할을 한다.

## 같이 보기
- 엔올레이트

## 참조
1. ↑  M. Shindo (2007). “Synthetic uses of ynolates”. 《Tetrahedron》 63 (1): 10–36. doi:10.1016/j.tet.2006.09.013.
2. ↑  U. Schöllkopf and I. Hoppe (1975). “Lithium Phenylethynolate and Its Reaction with Carbonyl Compounds to Give β-Lactones”. 《Angewandte Chemie International Edition in English》 14 (11): 765. doi:10.1002/anie.197507651.